# Bernd Kater
Bernd Kater (* 1962) ist ein ehemaliger deutscher Basketballnationalspieler.

## Laufbahn
Kater spielte in der Jugend des TuS 04 Leverkusen und zudem zwischenzeitlich ein Jahr (Saison 1978/79) an der Reseda High School im US-Bundesstaat Kalifornien. 1977 und 1979 nahm der Flügelspieler mit der bundesdeutschen Kadettenauswahl an der Europameisterschaft dieser Altersklasse teil. Beim Turnier 1979 in Damaskus war er mit einem Punkteschnitt von 18,7 je Begegnung zweiter bester Werfer der deutschen Mannschaft. Bei der Junioren-Europameisterschaft 1980 führte er die Auswahl der BRD mit 17,9 Punkten pro Spiel an. Mitte der 80er Jahre bestritt er fünf A-Länderspiele.
1980 und 1981 wurde er mit Leverkusen deutscher Meister der A-Jugend.
In der Basketball-Bundesliga spielte Kater zwölf Jahre; zunächst in Leverkusen (1979 bis 1983; 105 Bundesliga-Einsätze: 9,2 Punkte/Spiel), dann in Osnabrück, bei Saturn Köln und beim Godesberger TV. 1987 und 1988 wurde er mit den Kölnern deutscher Meister. Er erzielte in der Bundesliga insgesamt 2735 Punkte.
Neben seiner Basketball-Karriere studierte Kater Betriebswirtschaftslehre und wurde später im Bankwesen beruflich tätig. Dem Basketballsport blieb er unter anderem als Vorstandsmitglied des Vereins Basketball Aid sowie als stellvertretender Vorsitzender des Skyliners Frankfurt e.V. verbunden. Darüber hinaus engagierte er sich im Vorstand des Vereins Mamo Baskets Freiberg.